# Ванда (станція)
Станція Ванда — полярна станція на західному нагір'ї (Земля Вікторії) території Росса, на Березі Скотта, на березі озера Ванда, у гирлі р. Онікс, у долині Райта (англ.). Перші чотири будівлі станції були збудовані протягом південного літа 1967-68 і 1968-69 гг. і підготовлені для першої зимівки, з січня по 19 жовтня 1970 року, загону з 5 осіб. Наступні зимовки на станції відбувались у 1970 і 1974 рр. Протягом літніх сезонів станція працювала до 1991 р. Наукові програми включали у себе метеорологію, гідрологию, сейсмологію, теллуричні струми і магнітне поле. Станція перебувала під управлінням Відділу наукових і промислових досліджень (англ.) і матеріально-технічним забезпеченням сталої дослідницької новозеландської бази Скотта на острові Росса.

## Закриття і усунення станції
У 1995 році станція була закрита з екологічних причин. Негативні процеси, пов'язані з існуванням станції, включаючи екскаваційні роботи, будівництво будівель, порушення структури ґрунту транспортними засобами і технікою(англ.), зберігання расходных матеріалів(англ.), переробка відходів і їхній випадкові витоки, привели до рішення ліквідувати станцію. Після ліквідації станції води озера і водорості піддавалися численним аналізам протягом багатьох років для того, щоб переконатися у відсутності забруднення озера стічними водами і другими відходами.

## Сьогодні
Сьогодні на території ліквідованої станції перебуває автоматична метеорологична станція і гірничий притулок «Lake Vanda Hut», котрий періодично (тільки у літню пору) займають від 2 до 8 новозеландских дослідників струмків, котрі утворюються при літньому таненні льодовиків і впадають в озера.

## «Королівський клуб плавців озера Ванда»
Станція Ванда прославилась своїм «Королівським клубом плавців озера Ванда». Відвідувачі станції могли окунутися у солоні води талого льодовикової шапки, котрі збираються влітку у ровах, і отримати наплічний знак клуба. Персонал станції прискорював процес танення льоду вирубкою басейну. У складі клубу було багато чиновників і політиків. У клубі були свої правила, наприклад:

Правило 1. Занурення повинне походити голяка.
Правило 4. Занурення повинне бути повним.
Правило 6. Занурення повинне бути зафіксоване працівником станції. Фотографія не забороняється
Правило 10.Дозволяється натуральный фіговый листок, але він повинен бути справжнім і природно зеленим без штучного втручання.

## Цікаві факти
- 5 січня 1974 року на станції Ванда була зафіксована сама висока температура в Антарктиці — плюс 15 °C.[4]

- У Квінстауні (Нова Зеландія) на честь станції названа вулиця Ванда-Плейс ( . Vanda Place), яка розташована всього у парі сотень метрів від вулиці Скотт-Плейс (Scott Place).